# Jonas Thomsen
Jonas Thomsen (født 5. februar 1991) er en dansk fodboldspiller, der spiller i FC Vestsjælland.

## Karriere
I december 2011 indgik Thomsen en aftale med FC Vestsjælland gældende frem til sommeren 2014. Han kom til klubben fra Svebølle B&I. Efter FC Vestsjælland gik konkurs fortsatte Jonas Thomsen sin Karriere i Kalundborg B&I. Sommeren 2016 skrev Jonas Thomsen kontrakt med Holbæk B&I. 